# Station Wittmund
Station Wittmund (Bahnhof Wittmund) is een spoorwegstation in de Duitse plaats Wittmund, in de deelstaat Nedersaksen. Het station ligt aan de spoorlijn Emden - Jever. Het station telt één perronspoor. Op het station stoppen alleen treinen van de NordWestBahn.

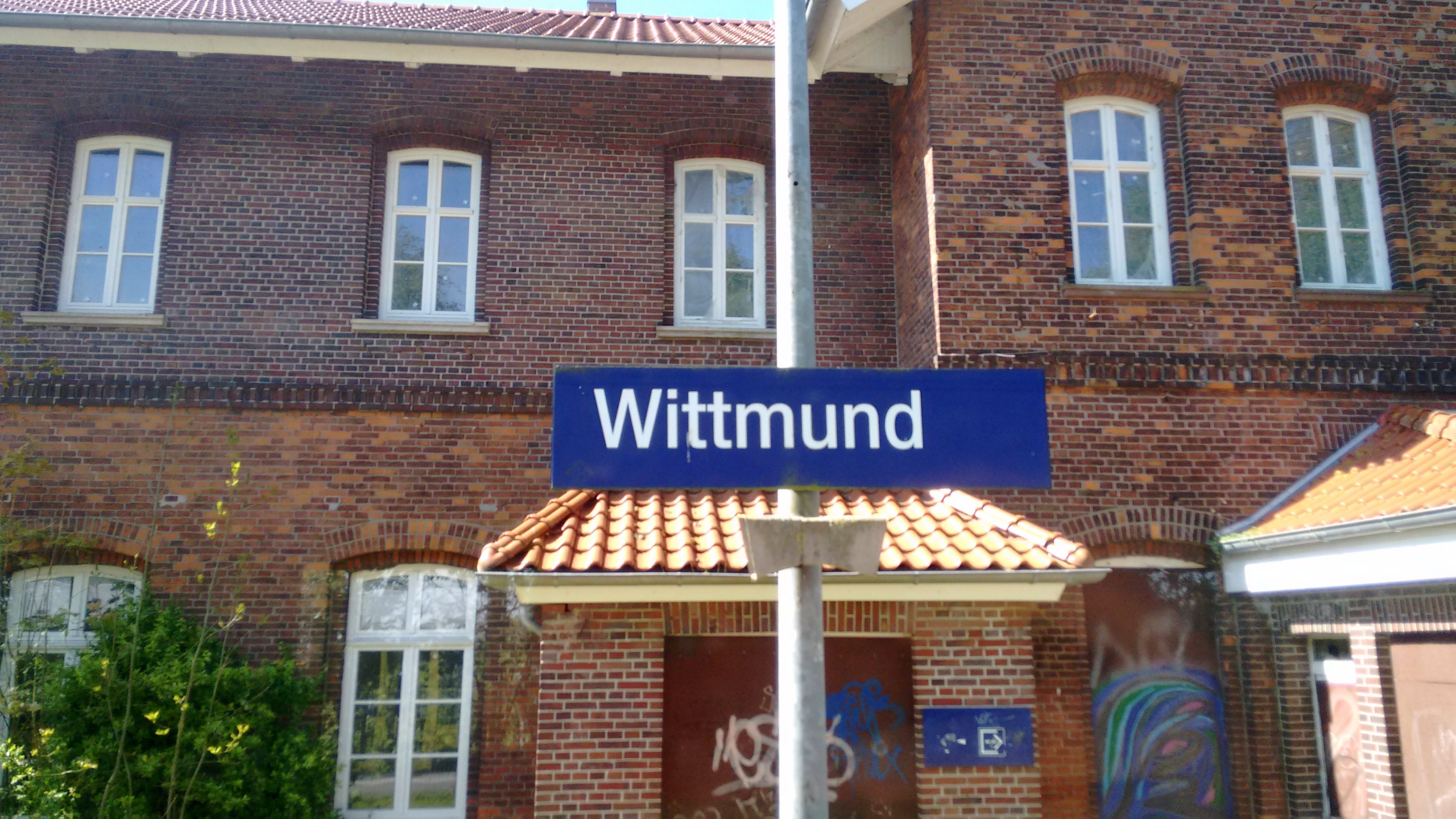
Nieuw stationsnaambord

## Treinverbindingen
De volgende treinserie doet station Wittmund aan:
| Serie | Treinsoort                  | Route                                                            | Bijzonderheden |
| ----- | --------------------------- | ---------------------------------------------------------------- | -------------- |
| RB 59 | Regionalbahn (NordWestBahn) | Wilhelmshaven Hbf – Sande – Jever – Wittmund – Esens (Ostfriesl) |                |